# Kīgāh
Kīgāh (persiska: كيگاه, كيگا) är en ort i Iran.   Den ligger i provinsen Teheran, i den norra delen av landet, 21 km nordväst om huvudstaden Teheran. Kīgāh ligger 2 027 meter över havet och antalet invånare är 333.
Terrängen runt Kīgāh är bergig österut, men västerut är den kuperad. Runt Kīgāh är det mycket tätbefolkat, med 2 521 invånare per kvadratkilometer. Närmaste större samhälle är Hameh Jā, 19,3 km norr om Kīgāh. Trakten runt Kīgāh består i huvudsak av gräsmarker.